# Sigmund Zois von Edelstein

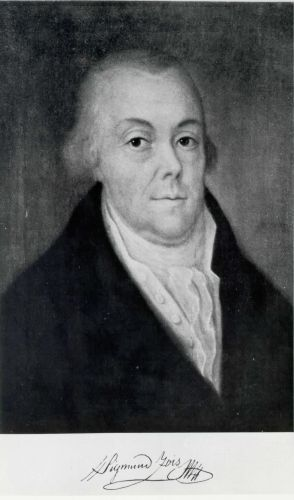
Sigmund Zois von Edelstein.

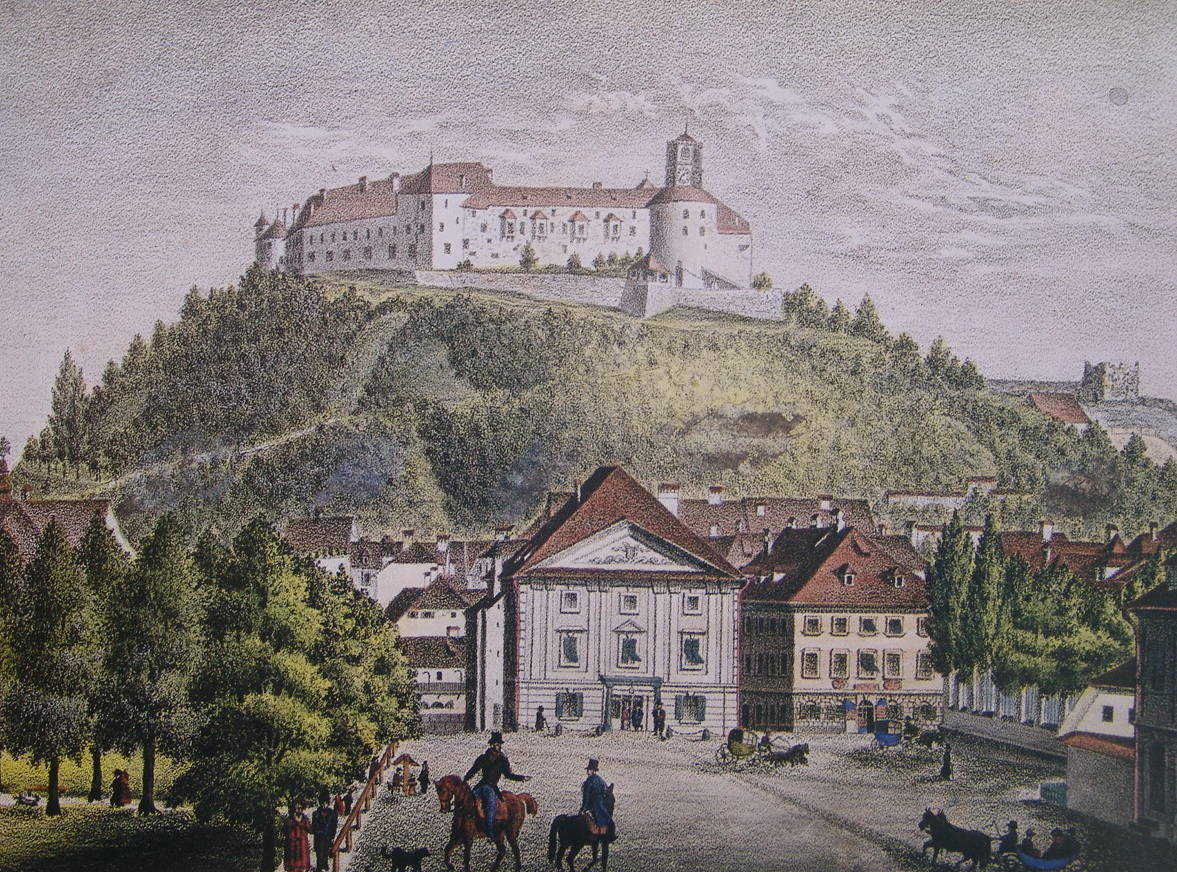
Stanovsko gledališče.

Sigmund Zois von Edelstein, ofta refererad till som Sigmund Zois (Žiga Zois på slovenska), född den 23 november 1747 Trieste, död den 10 november 1819 i Ljublana, var en slovensk friherre och den mest inflytelserika personen under den slovenska upplysningstiden.

## Hans liv
Zois släkt härstammar från Schweiz. Fader var Michael Angelo Zois (1694-1777) och modern Ivana Katrina (född Kappus). Zois föddes i Trieste (nuvarande Italien) den 23 november 1747 men hela familjen flyttade strax därefter till Ljubljana (nuvarande Slovenien). Fadern handlade med järn och var nästan den ende som gjorde det i Koroška och Kranjska (tyska: Krain) området. Zois började med att studera hemma i Ljubljana men skickades senare till det adliga universitetet i Modena, Italien. Här lärde han sig italienska och började bland annat skriva sonetter och madrigaler. Efter en kortare tids studier kallade hans far tillbaka honom för han behövde hjälp med sin handel med järn. Det tog inte lång tid innan han själv kunde leda hela sin fars handelsverksamhet. Vid sidan om detta fortsatte han studera bland annat filosofi, botanik, zoologi, biologi och matematik men det han var mest intresserad av var mineralogi, kemi och gruv- och smältverksvetenskaper. Zois reste mycket och kunde ett flertal språk men redan vid 32 års ålder (1779) när han var i Rom fick han gikt i benen, denna gången tillfrisknade han men endast tillfälligt. Sjukdomen kom tillbaka och från år 1797 och de resterande 22 åren av sitt liv lämnade han inte sitt hem.

## Kretsen kring Zois
Efter 1780 började Zois samla ett flertal framträdande personer omkring sig: Valentin Vodnik (1758 – 1819), Jernej Kopitar (1780 – 1844), Anton Tomaž Linhart (1756 – 1795), Juri Japelj (1744 – 1807) med flera. Han var deras finansiär, mentor och uppmuntrade dem till att pröva nya saker.
Zois skänkte järn till den teater i Ljubljana (Stanovsko gledališče) som började byggas 1775. Arkitekten Lovrenc Prager utformade teatern som byggde på Candido Zullianis planritningar. Teatern renoverades och byggdes ut i mitten på 1800-talet men brann ner 1887. Den var egentligen en tysk teater men här sattes även den första slovenska operan upp Belin 1780. Librettot var skrivet av Janez Damascen Dev (Anton Feliks Dev) (1732-1786). Zois övertalade Anton Tomaž Linhart att bearbeta två pjäser till slovenska: Linhart gjorde en fri översättning av J. Richters Die Feldmühle som heter Županova Micka (1789) och ett självständigt verk Ta veselidan ali Matiček se ženi (1790) som bygger på Pierre de Beaumarchais Figaros bröllop. Vilket blev grunden för den slovenska teatern. Zois uppmuntrade även Valentin Vodnik att bearbeta August von Kotzebue (1761 – 1819) verk Der Hahnenschlag som blev Tinček Petelinček på slovenska. Zois är själv mest känd för sin översättning av Gottfried August Bürger (1747 - 1794) ballader i Leonore (sv. Leonora eller spökbruden).

## Inom andra områden
Zois samlade på mineraler som han tog hem från sina resor. Han hade en fin samling som staten köpte efter hans död och skänkte 1823 till The Slovenian Museum of Natural History (Prirodoslovni muzej Slovenije).
Zois anställde två bönder som åkte runt i Slovenien och köpte begagnade böcker åt honom. Han hade ett stort bibliotek men han skänkte även många böcker till The Lyceum library / Licejska knjižnica (nuvarande Narodna in univerzitetna knjižnica v Ljubljani / National and University Library), där hela hans bibliotek hamnade efter hans död.
Zois anlade även en botanisk trädgård vid sitt hem i Ljubljana. Den öppnades 1789 för allmänheten och blev den första i sitt slag i Ljubljana och fanns kvar till 1809. Dagens botaniska trädgård i Ljubljana (Botanični vrt v Ljubljani) är från 1810 och planlades av Franc Hladnik.
Zois brevväxlade med bland andra Valentin Vodnik och i dessa brev, från Zois till Vodnik, lades grunden till den slovenska litteraturkritiken.
De styrande rådfrågade bland andra Zois när det gällde bygget av Gruberjev kanal vid Ljubljanica floden, Ljubljana.
Mindre känt är att Zois även var en framstående ornitolog. National- och universitetsbiblioteket i Ljubljana har två ornitologiska manuskript Nomenclatura carniolica som haft stor betydelse eftersom han har skrivit ner de slovenska namnen på de flesta av de inhemska fåglarna parallellt med de vetenskapliga, engelska och franska namnen. Det är den första systematiska listan över fåglarnas namn på slovenska.